# Circuit Het Nieuwsblad espoirs 2010
La 45e édition du Circuit Het Nieuwsblad espoirs a eu lieu le 3 juillet 2010. La course fait partie du calendrier UCI Europe Tour 2010 en catégorie 1.2. Elle a été remportée par Jarl Salomein en 4 h 12, il est immédiatement suivi par Laurens De Vreese puis six secondes plus tard par Klaas Sys. Tous trois font partie de Beveren 2000.

## Classement
| Classement général | Classement général | Classement général | Classement général          | Classement général |
|                    | Coureur            | Pays               | Équipe                      | Temps              |
| ------------------ | ------------------ | ------------------ | --------------------------- | ------------------ |
| 1er                | Jarl Salomein      | Belgique           | Beveren 2000                | en 4 h 12          |
| 2e                 | Laurens De Vreese  | Belgique           | Beveren 2000                | m.t                |
| 3e                 | Klaas Sys          | Belgique           | Beveren 2000                | + 6 s              |
| 4e                 | Sean De Bie        | Belgique           | Eijssen                     | + 7 s              |
| 5e                 | Jelle Wallays      | Belgique           | Beveren 2000                | + 48 s             |
| 6e                 | Joeri Calleeuw     | Belgique           | Jong Vlaanderen-Bauknecht   | + 49 s             |
| 7e                 | Thomas Degand      | Belgique           | Verandas Willems            | m.t                |
| 8e                 | Sven Neckebroeck   | Belgique           | Terra Footwear-Bicycle Line | m.t                |
| 9e                 | Edwig Cammaerts    | Belgique           | Lotto-Bodysol               | m.t                |
| 10e                | Kim Borry          | Belgique           | An Post-Sean Kelly          | m.t                |
| modifier           |                    |                    |                             |                    |